# Марсиньяк, Мишель
Мишель Марсиньяк (англ. Michelle Marciniak; род. 29 октября 1973 года в Макунджи, штат Пенсильвания, США) — американская профессиональная баскетболистка, игравшая в женской национальной баскетбольной ассоциации. Не выставляла свою кандидатуру на драфт ВНБА 1999 года, впрочем ещё до старта следующего сезона ВНБА заключила договор с клубом «Портленд Файр». Играла на позиции атакующего защитника. По окончании своей карьеры вошла в тренерский штаб команды NCAA «Южная Каролина Геймкокс», в котором отработала пять сезонов.

## Ранние годы
Мишель Марсиньяк родилась 29 октября 1973 года в боро Макунджи (Пенсильвания), а училась она чуть севернее, в городе Аллентаун, в Центральной католической средней школе, в которой играла за местную баскетбольную команду.